# Jesús Castaño
Pour les articles homonymes, voir Castano.
Castaño  Orozco est un nom espagnol. Le premier nom de famille, en général paternel, est Castaño ; le second, en général maternel, souvent omis, est Orozco.
Jesús David Castaño Orozco (né le 11 février 1986) est un coureur cycliste colombien.

## Biographie
Il remporte sa première victoire, hors de Colombie, en 2008, lors de la quatrième étape du Tour du Guatemala qu'il termine en solitaire, démontrant ses qualités de grimpeur.

## Palmarès
- 2008
  - 4e étape du Tour du Guatemala[2]